# Мерта, Томаш Адам
Томаш Адам Мерта (пол. Tomasz Adam Merta; 7 ноября 1965, Легница — 10 апреля 2010, Смоленск) — польский историк, государственный деятель, публицист. В 2005—2010 годах занимал должность заместителя министра культуры и национального наследия, а также главного хранителя памятников.

## Биография
Выпускник IV Общеобразовательного лицея им. Ханки Савицкой в Кельце. Учился на факультете полонистики Варшавского университета, обучался в аспирантуре Школы общественных наук при Институте философии и социологии Польской академии наук.
В 1996—1998 годах работал ассистентом в Институте прикладных общественных наук Варшавского университета.
С 1996 по 1999 год входил в состав редакции журнала «Res Publica Nowa». В 1996—2000 годах он был польским корреспондентом «East European Constitutional Review», а затем до 2002 года работал в качестве редактора «Kwartalnika Konserwatywnego».
Погиб 10 апреля 2010 года в авиакатастрофе в Смоленске.

## Награды
- Командор со звездой ордена Возрождения Польши (2010 год, посмертно)[1]